# Нойон-Холь
Нойон-Холь (Ноян-Холь) — озеро на северо-востоке Республики Тыва, Россия.
Озеро расположено в Тоджинском кожууне Тывы. С тувинского языка переводится как Князь-озеро. Имеет серповидную форму, вытянуто с запада на восток. Самое крупное и глубокое из озёр Тоджинской котловины. Площадь — 52 км², глубина до 225 м. Из озера вытекает река Ий-Хем. Происхождение — ледниковое. Берега покрыты лиственничной и кедровой тайгой с густым подлеском, на возвышенностях — горная тундра.
Озеро богато рыбой, в нём водятся ленок, хариус, сиг, щука, таймень, окунь, налим.
Согласно одной из тувинских легенд, в Нойон-Холе живёт чёрный кит, оставляющий следы на прибрежном песке.